# Sri Sathya Sai (Distrikt)
Der Distrikt Sri Sathya Sai (Telugu శ్రీ సత్యసాయి జిల్లా) ist ein Verwaltungsdistrikt im indischen Bundesstaat Andhra Pradesh. Verwaltungssitz ist die Stadt Puttaparthi. Der Distrikt wurde 2022 gebildet.

## Lage und Klima

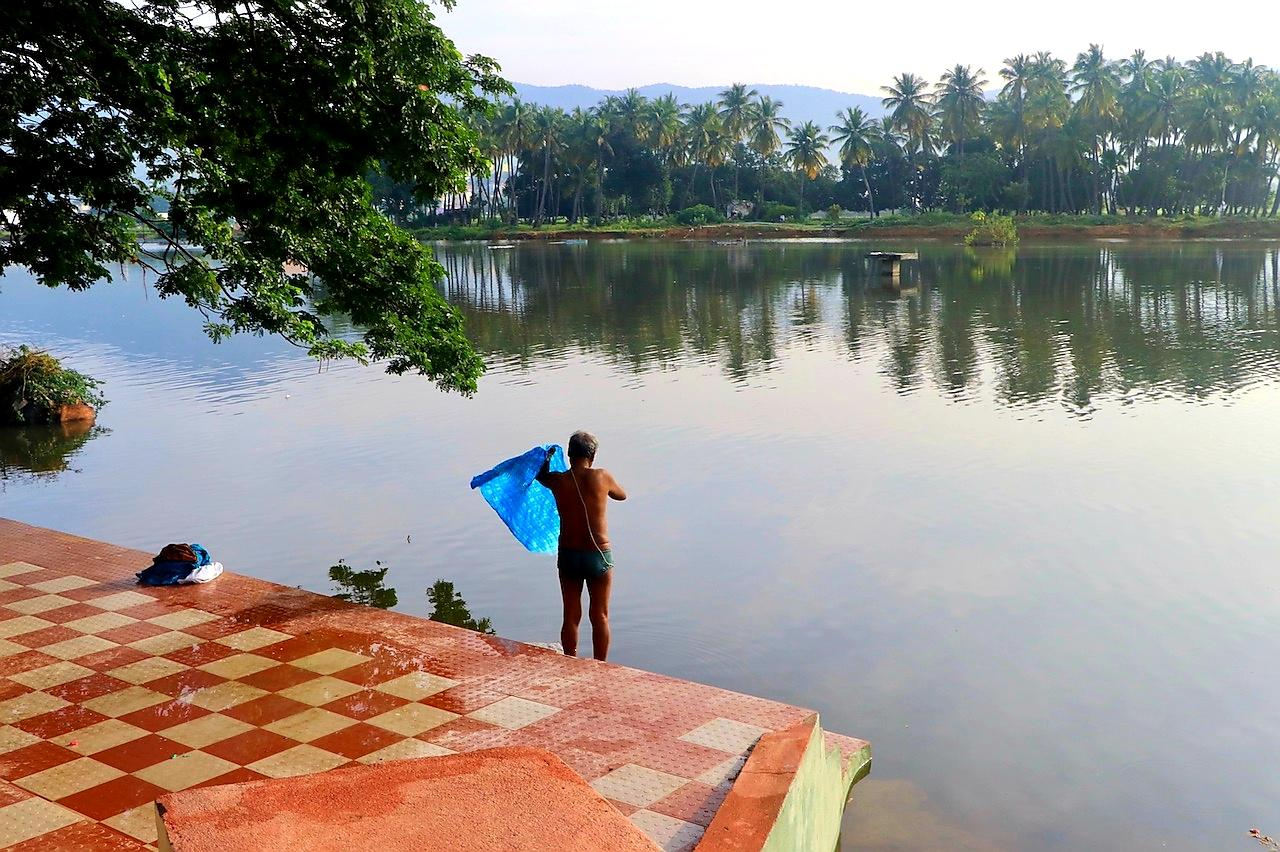
Ufer des Flusses Chitravathi in Puttaparthi

Der Distrikt liegt im Südwesten Andhra Pradeshs in der Großregion Rayalaseema an der Grenze zu Karnataka. Die angrenzenden Distrikte sind Annamayya im Osten, YSR im Nordosten und Anantapur im Nordwesten. Im Westen grenzt der Distrikt an den Distrikt Chitradurga und im Süden an den Distrikt Chikkaballapur von Karnataka.
Der Distrikt kann in zwei naturräumliche Regionen unterteilt werden. Die nördliche Region ist überwiegend trocken und baumlos, mit roten, relativ kargen Böden. Die südliche Region besteht aus höher gelegenem Hügel- und Bergland, das in die Hochebene von Mysore übergeht und sandige Böden mit normaler Fruchtbarkeit aufweist. Das Bergland gehört zu den Mallappakonda-, Penukonda-, Madakasira- und zum Teil Nagasamudram-Bergen. Die maximale Höhe über dem Meeresspiegel beträgt etwa 1000 m. Wichtigster Fluss ist der Pennar, der von Süden kommend im Mandal Hindupur in das Distriktgebiet fließt und die Mandals Parigi, Roddam, Ramagiri and Kanaganipalli durchquert. Ein weiterer größerer Fluss ist der Chitravathi, der ebenfalls von Karnataka kommend im Mandal Chilamathur in den Distrikt eintritt und später in den Pennar mündet. Kleinere Flüsse sind Jayamangala (ein Zufluss des Pennar), Maddileru (Zufluss des Chitravathi), Papagni, Vandamaneru, Tadakaleru und Pandameru (Zufluss des Tadakaleru). Nach offiziellen Angaben waren im Jahr 2019/20 1179,72 km² (13,2 % der Distriktfläche) von Wald bedeckt.
Das Klima ist tropisch und vom Monsun geprägt. Der Jahresniederschlag liegt im Durchschnitt bei etwa 591 mm, wovon etwa 60 Prozent in den Monaten des Südwestmonsuns (Juni bis September) fallen. Während des Nordostmonsuns (Oktober bis Dezember) werden etwa 29 % des Jahresniederschlag registriert. Die heißesten Monate sind März bis Mai mit durchschnittlichen Temperaturmaxima von 37,6 °C bis 39,2 °C. Das durchschnittliche Temperaturminimum in den kältesten Monaten Dezember und Januar liegt bei 17,5 °C bis 17,7 °C.

## Geschichte
Der Distrikt wurde am 4. April 2022 im Rahmen einer Distriktneugliederung Andhra Pradeshs aus Teilen des Distrikts Ananthapuram neu gebildet. Er umfasste sieben Mandals der Division Dharmavaram, zwölf Mandals der Division Kadiri und dreizehn Mandals der Division Penukonda von Ananthapuram. Der neue Distrikt wurde nach dem indischen Guru Sathya Sai Baba (1926–2011), der in der Distrikthauptstadt Puttaparthi geboren wurde, benannt.

## Bevölkerung
Zum Zeitpunkt der Volkszählung 2011 lebten im Gebiet des späteren Distrikts 1.840.043 Personen (931.593 männlich, 908.450 weiblich). Die Bevölkerungsdichte betrug 206 Einwohner je km² (bei einer Distriktfläche von 8925,65 km²).
1.038.578 Personen konnten lesen und schreiben (605.488 männlich, 433.090 weiblich). 392.357 Personen lebten in ländlichen und 1.447.686 in städtischen Siedlungen. Der Urbanisierungsgrad war mit 21,32 % eher niedrig. 248.993 Personen waren Angehörige registrierter unterprivilegierter Kasten (scheduled castes) und 83.966 Angehörige der registrierten indigenen Stammesbevölkerung (scheduled tribes, Adivasi). In religiöser Hinsicht waren die Verhältnisse wie folgt: 1.617.173 Hindus, 211.001 Muslime, 5.056 Christen, 278 Sikhs, 124 Buddhisten, 434 Jains, 150 Angehörige anderer Religionen und 5827 ohne Angabe.

## Verwaltungsgliederung

### Mandals
Im Jahr 2023 war der Distrikt in vier Divisionen und 32 Mandals unterteilt.
- Division Amadagur mit den sieben Mandals Amadagur, Gandlapenta, Kadiri, Nallacheruvu, Nambulapulakunta, Talupula, Tanakal,
- Division Dharmavaram mit den sieben Mandals Bathalapalle, Chennekothapalli, Dharmavaram, Kanagapalli, Mudigubba, Ramagiri, Tadimarri,
- Division Penukonda mit den zwölf Mandals Agali, Amarapuram, Chilamuthur, Gudibanda, Hindupur, Lepakshi, Madakasira, Parigi, Penukonda, Roddam, Rolla, Sommandepalli,
- Division Puttaparthi mit den sechs Mandals Bukkapatnam, Gorantla, Kothacheruvu, Nallamada, Oubuladevaracheruvu, Puttaparthi.

### Städtische Siedlungen
Im Jahr 2020–21 gab es im Distrikt drei Municipalities (M) und zwei Nagar Panchayats (NP) (mit Einwohnerzahl 2011).
- Hindupur (151.677, M)
- Kadiri (89.429, M)
- Dharmavaram (121.874, M)
- Puttaparthi (10.482, NP)
- Madakasira (?, NP)

## Wirtschaft
Dominierender Wirtschaftszweig ist die Landwirtschaft. Im Jahr 2020/21 wurden 3299,74 km² für den Ackerbau genutzt. Die hauptsächlich angebauten Agrarprodukte waren (in abnehmender Anbaufläche): Erdnüsse, Pferdebohnen (Macrotyloma uniflorum, horse gram), Straucherbsen (red gram), Mais, Reis, Sorghumhirse (jowar), Mungbohnen (green gram), Augenbohnen (cow gram), u. a. m.
Im Jahr 2011 wurden 739.631 Personen als Vollzeitbeschäftigte (main workers, 40,14 %) gezählt. Darunter waren 206.571 Bauern (cultivators, 10,89 %), 402.441 Landarbeiter (agricultural labourers, 21,48 %), 62074 in Heimindustrie (home industries) Arbeitende (3,49 %) und 257.897 (14,02 %) sonstige Arbeitende. Weitere 189.352 Personen übten geringfüge Beschäftigungen aus (marginal workers, 10,12 %).
Im Ort Dharmavaram gibt es eine alte Tradition der Herstellung von Puppen aus Ziegenleder, die für Theaterdarbietungen verwendet werden (Tholu bommalata, Telugu: తోలు బొమ్మలాట).
Im Dorf Yerramanchi (Erramanchi) des Mandals Penukonda ist seit August 2019 ein Automobilwerk von Kia Motors in Betrieb. Das Werk besitzt eine maximale Kapazität von 300.000 Fahrzeugen pro Jahr. Hier werden die SUV-Modelle Kia Seltos, Kia Sonet und Kia Carens für den indischen Markt produziert. Von dem Werk sind direkt oder indirekt etwa 18.000 Arbeitsplätze abhängig. Weitere größere Industrieansiedlungen sind die Farbenfabrik von Berger Paints und die Textilfabrik von Texport Industries in Hindupur.

## Besonderheiten

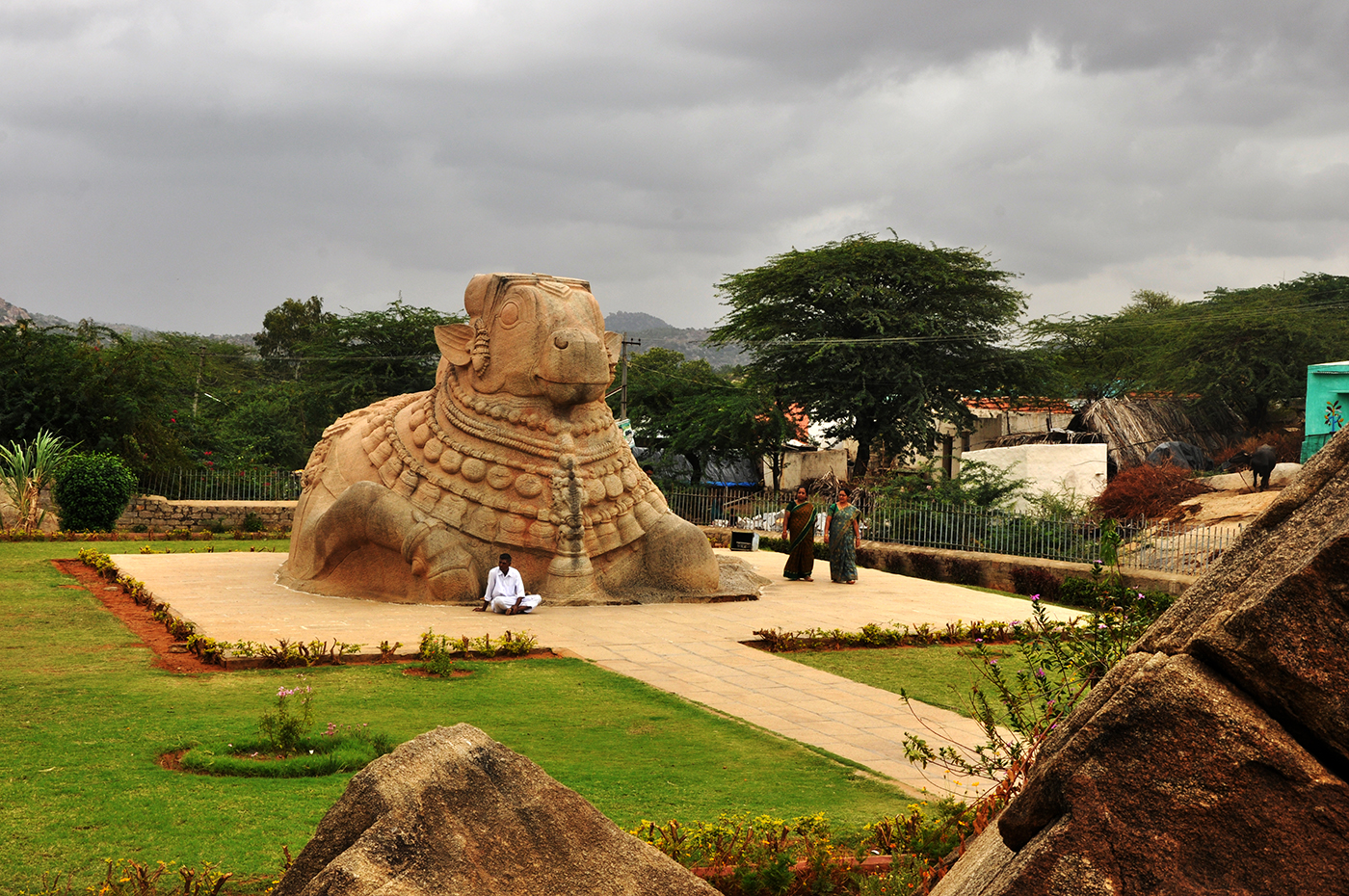
Nandi-Statue in Lepakshi

Im Dorf Lepakshi, im gleichnamigen Mandal, etwa 14 km östlich von Hindupur entfernt, befindet sich ein bekannter Virabhadra-Tempel mit einer monumentalen Nandi-Skulptur. An Hindu-Festtagen zieht der Tempel zahlreiche Pilger an.
Die Distriktshauptstadt Puttaparthi ist geprägt vom Wirken des Gurus Satya Sai Baba und seiner Anhänger, die sich hier vor allem am Geburtstag des Gurus und an Dasara versammeln.
In Penukonda, einer früheren Hauptstadt des Vijayanagar-Reichs sind architektonische Überreste, insbesondere das Penukonda Fort zu besichtigen.
Weitere überregional bekannte Tempelbauten sind der Doddeswara-Swami-Tempel in Hemavathi im Mandal Amarapuram, der Sri Kadiri Laxmi Narasimha Swamy Tempel in Kadiri und der Sri Laxmi Chennakeshava Tempel in Dharmavaram.